# Vas
A vas fémes tulajdonságú kémiai elem, rendszáma a periódusos rendszerben 26, atomtömege 55,845 g/mol. A vegyjele Fe, ami a latin ferrum szóból ered, nyelvújításkori neve vasany. Elemi állapotban szürkésfehér, szívós, jól alakítható fém. A földkéreg 4,8% vasat tartalmaz különböző vegyületek alakjában, elemi vas a természetben nem található (eltekintve a meteoritvastól). Az elemek közül ennél több csak oxigénből, szilíciumból és alumíniumból van. A vas ipari fontosságú elem. Érceiből redukálással állítják elő. Először a nyersvasgyártási eljárással nyersvasat, öntészeti célra öntöttvasat, az acélgyártás műveleteivel acélt állítanak elő.

## Tulajdonságai

### Reakciói
- Elemekkel:
  - Oxigénnel: {\displaystyle \mathrm {4\ Fe+3\ O_{2}\rightarrow 2\ Fe_{2}O_{3}} }
  - Halogénekkel (Cl, Br, I) is Fe3+ ionná oxidálódva pl. FeCl3 vagy FeBr3 halogenideket alkot, jóddal +2-ig oxidálódik (az FeI3 instabil, mg-os mennyiségben előállítható fekete anyag).
  - Kénnel (S) csak Fe2+(ferro-) ionná oxidálódik mert a kén nem annyira oxidatív, azonban nem FeS hanem FeS2 sztöchiometriai összetételű pirit képződik.
- Vízzel nem reagál, ha az oxigénmentes, desztillált víz, de ha a vízben van oldott oxigén, akkor rozsda (FeO(OH) vagy Fe(OH)3·Fe2O3) keletkezik.
- Savakkal:
  - A híg szervetlen savak (HCl, HNO3…) mind reagálnak vele, kénsavval és sósavval csak +2-ig oxidálódik, de így nem stabil, lassan (hetek, hónapok alatt) alakul át Fe3+ (ferri-) vegyületekké.
  - A tömény szervetlen savak passziválják, védőréteg alakul ki a felszínén, ami megakadályozza a további reakciót (a HCl csak vízmentesen passziválja), ezért a tömény savakat vastartályban lehet szállítani.
  - A híg szerves savak (CH3COOH, C3H4(OH)(COOH)3...) lassan, de oldják. Közben hidrogén gáz fejlődik.
- Lúgokkal nem reagál, nem amfoter fém.
- A pozitívabb standard elektródpotenciálú fémeket redukálni tudja, sóikban a helyüket átveszi.

A vas levegőn csak magas hőmérsékleten (1250 K) oxidálódik. Ekkor vas(II)-vas(III)-oxid (FeO, Fe2O3) keletkezik. A száraz klórgáz és a cseppfolyós klór közönséges körülmények között a vasat nem támadja meg, ezért hozható a klór vaspalackokban forgalomba. Viszont víznyomok jelenlétében a vas már szobahőmérsékleten is reagál a klórral. A jód 100 °C-on reagál a vassal. Ekkor a vas vas(II)-jodiddá (FeI2) oxidálódik. Hevítés hatására kénnel és foszforral is reakcióba lép, nitrogénnel azonban magas hőmérsékleten sem reagál. Finom eloszlású por alakban, oxigén jelenlétében öngyulladásra hajlamos (pirofóros vas).

### Kémiai tulajdonságai
Vegyületeiben főként 
A Fe2+ ion-vegyületek zöld színűek, az aniontól függően, de ezek a sók nem stabilak, levegőn átalakulnak sárga színű Fe3+ vegyületekké. A kettős szulfátok stabilabbak – például a Mohr-só, ennek képlete Fe(NH4)2(SO4)2 –, de levegőn lassan ezek is oxidálódnak. A vas(III)-oxalát ellenben fény hatására vas(II)-oxaláttá alakul (Fe2(C2O4)3 → 2 Fe(COO)2+2 CO2).
A Fe2+ iont tartalmazó vas(II)-vegyületek redukáló tulajdonságúak (legerősebben lúgos közegben), könnyen oxidálódnak stabilabb vas(III)-vegyületekké. Bár a vas oxidációs száma vegyületeiben leggyakrabban +2 vagy +3, egyes ritka vegyületeiben (a ferrátokban) a vas oxidációs száma +6 is lehet.
Reakcióképessége miatt kísérő elemeitől nehezen, hosszadalmas laboratóriumi műveletekkel is csak részben sikerül megtisztítani. A színvasnak minősíthető fém is csak mintegy 99,998% Fe-t tartalmaz; ezt főleg kísérleti célokra használják. Ipari célra – amennyiben tiszta vasra van szükség – nem ennyire tiszta, hanem gazdaságosabban előállítható vasfajtákat használnak, például az elektrolitvasat, vagy a túloxidálással készült Armco-vasat.

### Fizikai tulajdonságai
A vas 1538 °C-on olvad. Az olvadt vas hűlés közben ugyanezen a hőmérsékleten szabályos rendszerbeli, térben középpontos kockarácsú       (térközepes köbös) kristályokká dermed; a kockarács élei 0,293 nm hosszúak. További hűlés során a kristályszerkezet megváltozik az A4 = 1394 °C hőmérsékleten: felületen középpontos (lapcentrált) rácsúak lesznek, a rácselem élei 0,368 nm-re változnak. Miközben az acél tovább hűl, A3 = 912 °C hőmérsékleten a kristályok ismét térben középpontos kockarácsúak lesznek, a rácselem mérete 0,290 nm. Ezután több átalakulásra már nem kerül sor; szobahőmérsékleten a vas szintén tércentrált kockarácsú, csupán az élei rövidülnek meg 0,286 nm-re a zsugorodás miatt.
A vasnak tehát három kristályos módosulata van: 1538 és 1394 °C között a δ-vas, 1394 és 912 °C között a γ-vas, 912 °C-nál kisebb hőmérsékleten pedig az α-vas állandó. Látható, hogy az α(δ)- és az α-vas azonos rácsszerkezetű, csupán a rácselemük méretében különböznek egymástól, ami pedig a hőtágulással magyarázható (ebből adódik jelzésük egyezősége is). Régebben megkülönböztették a β-vasat is, de ez csak a mágnesezhetőség határát (762 °C) jelölte, nem külön módosulat. Fontos megjegyezni, hogy a vas módosulatainak a sűrűsége (fajtérfogata) különböző. Ennek az az oka, hogy az α-vas kockarácsában a vasatomok nem olyan szorosan helyezkednek el, mint a γ-vaséban.
A vas legfontosabb ötvözete az acél, ami ötvözőként szenet és más ötvözőelemeket tartalmaz. Az ötvözők, de a szándék nélkül vasba került többi elem hatására is, az acél keményebbé, szilárdabbá – bizonyos határon túl pedig akár rideggé is – válik.
A vas az elektromosságot és a hőt közepesen vezeti, és mágnesezhető. A vason kívül csak két másik fémes elem, a kobalt és a nikkel mágnesezhető.
A vas gőznyomása
| állapot  | T      | T    | p        | p         |
| állapot  | K      | °C   | atm      | Pa        |
| alfa     | 298,15 | 25   | 1,65E-65 | 1,672E-60 |
|          | 300    | 27   | 4,65E-65 | 4,712E-60 |
|          | 400    | 127  | 5,65E-47 | 5,725E-42 |
|          | 500    | 227  | 3,96E-36 | 4,012E-31 |
|          | 600    | 327  | 6,61E-29 | 6,698E-24 |
|          | 700    | 427  | 9,32E-24 | 9,443E-19 |
|          | 800    | 527  | 6,62E-20 | 6,708E-15 |
|          | 900    | 627  | 6,40E-17 | 6,485E-12 |
|          | 1000   | 727  | 1,52E-14 | 1,540E-09 |
|          | 1100   | 827  | 1,29E-12 | 1,307E-07 |
| alfa     | 1185   | 912  | 3,06E-11 | 3,101E-06 |
| gamma    | 1185   | 912  | 3,06E-11 | 3,101E-06 |
|          | 1200   | 927  | 5,10E-11 | 5,168E-06 |
|          | 1220   | 947  | 1,00E-10 | 1,013E-05 |
|          | 1296   | 1023 | 1,00E-09 | 1,013E-04 |
|          | 1300   | 1027 | 1,12E-09 | 1,135E-04 |
|          | 1382   | 1109 | 1,00E-08 | 1,013E-03 |
|          | 1400   | 1127 | 1,58E-08 | 1,601E-03 |
|          | 1480   | 1207 | 1,00E-07 | 1,013E-02 |
|          | 1500   | 1227 | 1,55E-07 | 0,016     |
|          | 1593   | 1320 | 1,00E-06 | 0,101     |
|          | 1600   | 1327 | 1,13E-06 | 0,114     |
| gamma    | 1667   | 1394 | 3,75E-06 | 0,380     |
| delta    | 1667   | 1394 | 3,75E-06 | 0,380     |
|          | 1700   | 1427 | 6,51E-06 | 0,660     |
|          | 1726   | 1453 | 1,00E-05 | 1,013     |
|          | 1800   | 1527 | 3,05E-05 | 3,090     |
| delta    | 1811   | 1538 | 3,58E-05 | 3,627     |
| folyadék | 1811   | 1538 | 3,58E-05 | 3,627     |
|          | 1888   | 1615 | 1,00E-04 | 10,13     |
|          | 2000   | 1727 | 3,78E-04 | 38,30     |
|          | 2091   | 1818 | 1,00E-03 | 101,32    |
|          | 2200   | 1927 | 2,87E-03 | 290,80    |
|          | 2346   | 2073 | 1,00E-02 | 1013,25   |
|          | 2400   | 2127 | 1,53E-02 | 1550,27   |
|          | 2600   | 2327 | 6,17E-02 | 6251,75   |
|          | 2678   | 2405 | 1,00E-01 | 10132,50  |
|          | 2800   | 2527 | 2,01E-01 | 20366,32  |
|          | 3000   | 2727 | 5,53E-01 | 56032,72  |
|          | 3110   | 2837 | 1,00E+00 | 101325,00 |
| folyadék | 3200   | 2927 | 1,33E+00 | 134559,60 |

Az adatok az elemi állapotú vasra vonatkoznak. Ipari célokra szénacélt, illetve öntöttvasat gyártanak, amelyeknek alacsonyabb az olvadáspontja (az oldatok fagyáspontcsökkenésének törvénye szerint). A ledeburit például 4,3%-os összetételű eutektikuma a vasnak és a szénnek (azaz: 66% vaskarbidnak) 1147 °C-os olvadásponttal. Ezen a hőmérsékleten az elemi vas még szilárd halmazállapotú.
Spektrumvonalának hullámhossza 617,3 nm.

## Története
A sumer nyelvben már megjelenik a vasat jelentő szó AN.BAR formában. Jellemző módon az összetétel eleje (AN) az égre utal, a BAR pedig egy sok jelentésű szó. A szó szerinti fordítása valószínűleg „égi fém”, amely arra utal, hogy először a meteoritvassal ismerkedtek meg Mezopotámiában (ahol nincsenek érclelőhelyek). A vasat valószínűleg az ókori Anatóliában vagy a Kaukázusban kezdték el nagy mennyiségben felhasználni az i. e. 2. évezredben. A legrégebbi vasszerszámot a Kheopsz-piramisnál folytatott ásatásoknál találták. Annak, hogy fennmaradt, a sivatagi száraz klíma lehet a magyarázata. Arról nincs pontos tudásunk, hogy mikor és hogyan nyerték ki a vasat először vasércből. A felfedezést feltehetően egy tűzbe került vasércdarabon kialakuló változás megfigyelése indította el. Az első „kohók” széljárta helyeken kapart kis gödrök voltak, amelyekben faszénnel kevert vasércet izzítottak. A vasérc redukálódott, azaz oxigéntartalma eltávozott, visszamaradt a vas, amiről a salakot kovácsolással el lehetett távolítani, az acélszerű terméket pedig fel lehetett használni.

## Előfordulása
A nehézfémek közül a természetben a vas a legelterjedtebb. A csillagok energiatermelési folyamatai során ugyanis, mint a könnyű atomok egyesülésének energetikai végállomásaként, a szupernovákból kidobódó 56-os tömegszámú nikkel és a belőle rövid felezési idő után létrejövő vas végtermékként, „hulladékként” jelenik meg. Ezért a vas gyakori mind a meteoritokban, mind pedig a Föld-típusú bolygók magjában, rendszerint valamennyi nikkel kíséretében.
A vas a talajban különböző ásványok kristályrácsában, így a csillámokban, augitban, olivinben és biotitban található. Az adszorpciós komplexuson is megkötődhet Fe2+-, Fe3+-, vagy Fe(OH)2+-, Fe(OH)2+-ion formában. A talaj oldható Fe-tartalma általában kicsi, a pH csökkenésével növekszik, és csak erősen savanyú talajokban, pl. podzolokban jelentős mennyiségű. A Fe mozgékonysága a savanyú talajokban jó. Ennek következtében a feltalaj oldható Fe-tartalma a mélyebb rétegekbe mosódik, ott kicsapódik. A kelátok a vasat megvédik a kicsapástól, a vaskelátok oldatban maradnak.
A Fe mozgékonyságát a talajban nagymértékben befolyásolják az oxidációs, redukciós viszonyok. A Fe3+-ionok csak pH = 3 alatt stabilak, e fölött kicsapódnak, míg a Fe2+-ionok csak a semleges pont közelében csapódnak ki vas-hidroxid formájában. Az oxidáció a redox potenciál növekedésével fokozódik, és ennek következtében a Fe kicsapódása is nagyobb mérvű. A redox potenciál függ a pH-értéktől, növekvő pH-értékkel csökken, ezért a Fe oldhatósága annál kisebb, minél nagyobb a talaj pH-értéke. Mésztartalmú talajokon a növények Fe-ellátása ennek következtében veszélyeztetett. A Fe2+ ↔ Fe3+ átalakulás természetesen a talaj szellőzöttségétől is függ. A pangó víz elősegíti a redukciót. A kétértékű vas aránya a mélyebb talajrétegekben egyre nagyobb.

## Élettani szerepe

### Növények
A növények számára elsősorban azért fontos, mert a fotoszintézis kulcsvegyületének, a klorofill bioszintézisében alapvető szerepet játszik, de a klorofillnak nem alkotója.
A vas egyébként nemcsak a klorofill bioszintéziséhez szükséges, de komponense nagyon sok fontos növényi enzim-rendszernek: a citokróm-oxidáz például az elektrontranszportért felelős. Vas a fő komponense a ferredoxinnak, amely a nitrátok és a szulfátok redukciójában játszik szerepet. Részt vesz a vas a NADP képződésében, tehát az energialáncban, továbbá az elemi nitrogén kémiai megkötését végző nitrogenáz molekula – a molibdénen kívül – fő komponensként vasatomokat tartalmaz.
A fontosabb vastartalmú enzimek (egy kivételével mind az oxido-reduktázok csoportjába tartoznak, ezen belül is döntő többségük a molekuláris oxigén, illetőleg hidrogén-peroxid átalakulásával kapcsolatban végzi tevékenységét): glutamát-szintetáz, ferredoxin-nitrát-reduktáz, szulfit-reduktáz (NADPH), citokróm-peroxidáz, kataláz, peroxidáz, lipoxigenázok, hidrogenáz.
A növényi levelek vastartalma 10–1000 mg/kg nagyságrendben szokott mozogni: a legtöbb növénynél a kritikus alsó határt 50 mg/kg értékkel lehet megjelölni. A növények nagyobb foszfor-tartalma csökkenti a vas felvehetőségét: a P:Fe arány általában a 29:1 értékkel fejezhető ki. A növények vasellátása szempontjából a kioldható Fe(II)-formát tartják lényegesnek, de praktikusan a vas-ellátottság megbízható indikátora a klorofill mennyisége. A talajban lévő vas(III) forma a gyökereken keresztül történő vasfelvételnél általában vas(II)-formává alakul át és rendszerint komplexképző segítségével kerül a növények belsejébe. Az ionfelvételnél igen erős versengés folyik: a réz, a mangán és a cink – nagyobb mennyiségben – a vasfelvételt gátolják.
Közismert a növények életében a mészklorózisnak nevezett tünet, amikor a talajban levő nagyobb kalcium-karbonát-tartalom következtében kialakuló magasabb pH-érték miatt a vas felvétele gátolt, illetőleg a növényben levő vas nem tud részt venni a klorofill bioszintézisében. A fiatal levelek érközei világosodnak, sárgulnak, míg az erek zöldek maradnak. Egyszikűeknél jellegzetes hosszanti levélcsíkozottság jelentkezik. Súlyos hiány esetén a levelek szinte teljesen kifehérednek és a levelek erezete sem különül el a levéllemez többi részének színétől.
A vas hiányának következtében csökkent hajtásnövekedés, levél- és hajtáselhalás, valamint a szőlőnél bogyólerúgás alakulhat ki, amely jelentős termésveszteséghez vezethet. A vashiányra a gyümölcsösök és a szőlőültetvények különösen érzékenyek. A vas feleslege átlagos körülmények között gyakorlatilag ismeretlen.

### Állatok
A vasat az állati élet is „felfedezte” magának, és a vér előállítására használta. A vas az oxigénnel való affinitás miatt alkalmas a hemoglobin létrehozására. A vas szilárdsági előnyeit azonban az életfolyamatok nem hasznosítják.sokszor előfordul hogy az emlősök szervezetében hiperakció lép fel